# Valentin-Yves Mudimbe
Valentin-Yves Mudimbe ou Vumbi-Yoka Mudimbe, souvent typographié V.Y. Mudimbe, né le 8 décembre 1941 à Jadotville (Likasi) au Congo belge (aujourd’hui République démocratique du Congo) et mort le 22 avril 2025 en Caroline du Nord aux États-Unis, est un philosophe, écrivain, poète et critique littéraire congolais. 

## Biographie
Valentin-Yves Mudimbe (devenu provisoirement Mudimbe Vumbi Yoka sous l’effet de la zaïrianisation) est né le 8 décembre 1941 à Likasi (anciennement Jadotville), dans la province du Katanga. Dès le bas âge, il se destine à la prêtrise. Il fréquente des séminaires jusqu’à faire son noviciat dans un monastère bénédictin. Mais, en 1962, le « métier » de la foi ne l’intéresse plus et il décide d’abandonner cette voie pour s’inscrire à l’université, où il fut l'élève du philosophe Franz Crahay. En 1970, il obtient un doctorat en philosophie et lettres à l’Université de Louvain. De retour au Congo, il enseigne à l'université nationale du Zaïre (campus de Lubumbashi). Très actif dans les revues publiées alors au Congo (Présence universitaire, Congo-Afrique, Études congolaises), il joue aussi un rôle essentiel dans les éditions du Mont-Noir à Kinshasa.
En 1979, comme beaucoup d’écrivains zaïrois, il prend la route de l’exil qui l’emmènera dans de nombreux pays d’Afrique et d’Europe occidentale. Mais il finit par s’établir aux États-Unis où il a enseigné au  Haverford College et à l’université Stanford. Plus tard et jusqu'à son décès, il enseigne à la Duke University.
Mudimbe se concentre plus étroitement sur la phénoménologie, le structuralisme, les récits mythiques, ainsi que la pratique et l'utilisation de la langue. Ses essais et recueils d'études, pour la plupart publiés en anglais, sont considérés comme l'une des oeuvres-phares de la pensée postcoloniale, notamment The Invention of Africa (1988),, traduit en français en 2021.
Son œuvre littéraire, d'abord des poèmes et ensuite ses romans, a été écrite en français et publiée, pour l'essentiel, par Présence africaine à Paris. Elle semble s'être achevée en 1989 par le roman Shaba deux : les carnets de Mère Marie-Gertrude, roman à la fois politique (il a pour cadre la seconde guerre du Shaba, et dénonce les brutalités de la soldatesque zaïroise) et spirituel (son narrateur est une religieuse congolaise franciscaine qui affronte à la fois la question du mal, celle du silence de Dieu et celle de la prise de responsabilité après l'évacuation des religieuses européennes).
L’université de Lubumbashi a bâti une bibliothèque dénommée « Bibliothèque Mudimbe » où  l’œuvre de Valentin-Yves Mudimbe peut être consultée. 
Valentin-Yves Mudimbe est décédé le 22 avril 2025 à l’âge de 83 ans en Caroline du Nord aux États-Unis.

## Œuvres

### Romans
- 1973 : Entre les eaux. Dieu, un prêtre, la révolution, Paris, Présence africaine, 1973 (trad. en anglais par Stephen Becker : Between Tides, New York, Simon and Schuster, 1991).
- 1976 : Le Bel Immonde, Paris, Présence africaine, 1976 (trad. en allemand par Peter Schunck : Auch wir sind schmutzige Flüsse, Francfort-sur-le-Main, Otto Lembeck, 1982 ; en anglais par M. DE Jager : Before the Birth of the Moon, New York, Simon and Schuster, 1989)[9].
- 1979 : L’écart, Paris, Présence Africaine, 1979 (trad. en anglais par Marjolijn Dejager : The Rift, Minneapolis, University of Minnesota Press, 1993)[10].
- 1989 : Shaba deux : les carnets de mère Marie-Gertrude, Paris, Présence africaine.(MLC)

### Mémoires, chroniques, autobiographies, biographies
- 1976 : Carnets d’Amérique, Paris, Saint Germain-des-Prés
- 1994 : Les corps glorieux des mots et des êtres : esquisse d’un jardin à la bénédictine, Paris – Montréal, Présence Africaine – Humanités
- 2006 : Cheminements. Carnets de Berlin (avril-juin 1999), Québec, Éditions Humanitas, 2006.

### Essais
- « Humanisme et négritude », Présence universitaire, 14 (1964), p. 5-13.
- « La littérature noire et le problème du sacré », Présence universitaire, 23 (1966), p. 20-30.
- « Orphée-noir », Congo-Afrique, 3 (1966), p. 149-153.
- « Physiologie de la négritude », Études Congolaises, 10 (1967) n. 5, 1-18.
- « Héritage occidental et conscience nègre. Introduction à l’étude des sources de l’idéologie africaine », Congo-Afrique, 26 (1968), p. 283-294.
- « Structuralisme, événement, notion, variations et les sciences humaines en Afrique », Cahiers économiques et sociaux, 6 (1968), p. 3-7.
- « Matérialisme historique et histoire immédiate», Cahiers économiques et sociaux, 8, 1970, n.3.
- « Négritude et politique », dans Hommages d’hommes de culture », Paris, Présence africaine, 1970, p. 276-283
- « Réflexions sur la vie quotidienne », Kinshasa, Mont noir, 1972 (coll. « Objectif 80 »).
- « Autour de la Nation. Leçon de civisme. Introduction », Kinshasa – Lubumbashi, Mont noir, 1972 (coll. « Objectif 80 »).
- « L’autre face du royaume, une introduction à la critique des langages en folie », Lausanne, L’âge d’homme, 1973.
- « Héritage occidental et critique des évidences », Zaïre-Afrique, 72 (1973), p. 89-99.
- « Des philosophes africains en mal de développement », Zaïre-Afrique, 108 (1976), p. 453-458.
- « Philosophie, idéologie, linguistique », dans La place de la philosophie…, Lubumbashi, 1976, p. 148-153.
- « Le christianisme vu par un Africain », dans Religions africaines et christianisme, Colloque intern. de Kinshasa, 1978 I, Cahiers des religions africaines, 11 (1977) n.21-22, p. 165-176.
- « Entretien avec Monseigneur Tshibangu Tshishiku », Recherches, Pédagogie et culture, 6 (1977) n.32, p. 16-19.
- « Problèmes théoriques des sciences sociales en Afrique », dans Cultures africaines, Problèmes et perspectives, (Textes et documents), Lubumbashi, Centre de ling. théor. et appliquée, 1977, p. 33-41[11].
- « La libération d’une parole africaine, Notes sur quelques limites du discours scientifique », dans Philosophie et libération, 2e semaine philos. de Kinshasa, Kinshasa, Faculté de Théologie Catholique, 1978, p. 55-59.
- « Air, étude sémantique », Vienne – Fôhrenau, E. Stiglmayr, 1979.
- « Civilisation et Église Catholique. Vers une “décolonisation” du catholicisme africain ? », Cahiers de religions africaines, 13 (1979) n. 25, p. 145-151.
- « Le chant d’un Africain sous les Antonins. Lecture du Privilegium Veneris », dans Africa et Roma. Acta omnium gentium ac nationum vanventus latinis litteris linguaque fovendi, Roma, « L’Erma » di Bretschneider, 1979.
- « La dépendance de l’Afrique et les moyens d’y remédier », Paris, Berger-Levrault, 1980.
- « Du Congo au Zaïre : essai d’un bilan (sous la dir. de J. VANDERLINDEN) », Bruxelles, Centre de recherche et d’information sociopolitique [env. 1980].
- « Visage de la philosophie et de la théologie contemporaine au Zaïre », Bruxelles, CEDAF, 1981.
- « Panorama de la pensée africaine contemporaine de langue française », dans La philosophie en Afrique, Recherche, Pédagogie, Culture, 9 (1982) n.56, p. 15-29.
- « La pensée africaine contemporaine 1954-1980. Répertoire chronologique des ouvrages de langue française », dans La philosophie en Afrique, Recherche, Pédagogie, Culture, 9 (1982) n.56, p. 68-73.
- « In memoriam : Alexis Kagame (1912-1981) », dans La philosophie en Afrique, Recherche, Pédagogie et Culture, 9 (1982) n.56, p. 74-78.
- « L’odeur du père : essai sur des limites de la science et de la vie en Afrique Noire[12] », Paris, Présence africaine, 1982.
- L'Invention de l'Afrique : Gnose, philosophie et ordre de la connaissance (trad. Laurent Vannini), Présence africaine, 2021 (1re éd. 1988), 516 p. (ISBN 270870950X).

### Poèmes
- «Déchirures», Kinshasa, Mont Noir, 1971 (coll. « Jeune littérature »,3).
- «Entretailles précédé de Fulgurances d’une lézarde», Paris, Saint-Germain-des-Prés, 1973.
- «Les fuseaux parfois…», Paris, Saint-Germain-des-Prés, 1974.
- «Les fragments d’un espoir», dans Marc ROMBAUT, Nouvelle poésie négroafricaine, La parole noire. Poésie I, 43-44-45, janvier-juin 1976, p. 183-186.

### Études
- 1970 : La littérature de la République démocratique du Congo, L’Afrique littéraire et artistique.

### Publications en anglais
- Diaspora and immigration, N° Spécial de The South Atlantic Quarterly, (Durham, Duke University Press), vol. 98, 1-2, Winter-Spring 1999.
- Tales of Faith: Religion as Political Performance in Central Africa, Londres–Atlantic Highlands, Athlone Press, 1997.
- The Idea of Africa, African Systems of Thought, Bloomington – Indianapolis, Indiana University Press – James Currey, 1994[13].
- History Making in Africa, Middletown (Conn.), Wesleyan University, 1993.
- The Surreptitious Speech : Présence Africaine and the Politics of Otherness 1947-1987, Chicago – Londres, University of Chicago Press, 1992.
- Parables and Fables : Exegesis Textuality and Politics in Central Africa, Madison, The University of Wisconsin Press, 1991.
- The Invention of Africa : Gnosis, Philosophy and the Order of Knowledge, Bloomington (USA) – Londres, Indiana University Press – James Currey, 1988[14], traduit en français par Laurent Vannini, L'Invention de l'Afrique : gnose, philosophie et ordre de la connaissance, Présence africaine, 2021 Séverine Kodjo-Grandvaux, « L'Afrique par elle-même », 12 mai 2021 (consulté le 13 mai 2021)
- African Gnosis : Philosophy and the Order of Knowledge, 27th annual Meeting of the African Studies Association, Los Angeles, 25-28 octobre 1984.
- Edward W. Blyden and African Identity, a paper presented at the intern. Conference on African Philosophy : Philosophy by Africans and People of African Descent, Haverford (USA), Haverford College, juillet 1982.

## Récompenses
- 1973 : Grand prix catholique de littérature pour son œuvre Entre les eaux : Dieu, un prêtre, la révolution.